# Giovanni De Marco
Giovanni De Marco ( n. 1939 ) es un profesor, y botánico italiano; que identificó y clasificó varias especies del género Dittrichia (Asteraceae) .

## Algunsa publicaciones
- giulia Caneva, giovanni de Marco, luigi Mossa. 1981. AAnalisi fitosociologica e cartografia della vegetazione (1:25000) dell'isola di S. Antioco... Collana del Programma Finalizzato 'Promozione della Qualita' dell'Ambiente'. Editor Consiglio nazionale delle ricerce, 59 pp.

- giovanni de Marco, luigi Mossa. 1980. Analisi fitosociologica e cartografia della vegetazione (1:25.000) dell'Isola di S. Pietro (Sardegna sud-occidentale). Vol. 1 y 80 de Collana del programma finalizzato Promozione della qualitá dell'ambiente. Editor Consiglio Nazionale delle Ricerche, 34 pp.

- La abreviatura «De Marco» se emplea para indicar a Giovanni De Marco como autoridad en la descripción y clasificación científica de los vegetales.[1]